# Città del Bangladesh

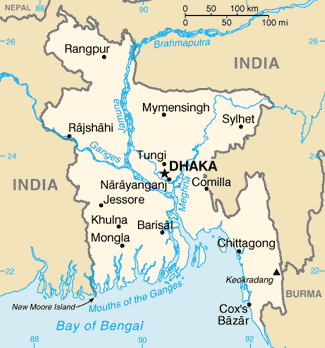
Mappa del Bangladesh

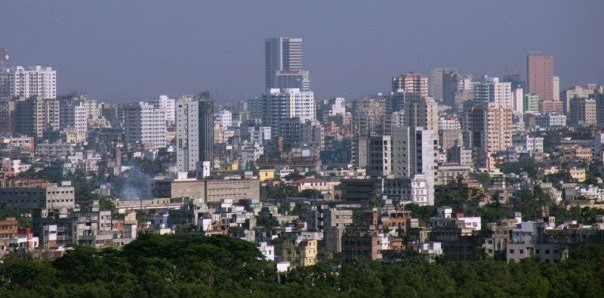
Skyline di Dacca, capitale del Bangladesh

In Bangladesh una città è definita tale se ha una popolazione superiore ai 100.000 abitanti. Le città sono governate da diversi enti.

## Liste

### Città governate da corporazioni cittadine

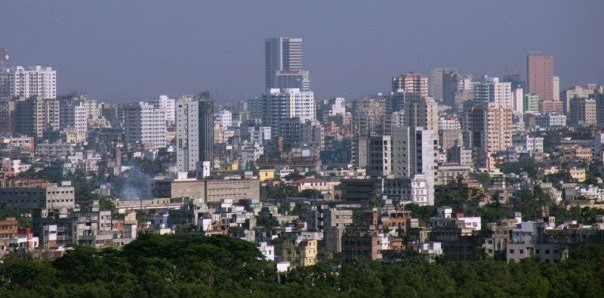
Dacca, Capitale del Bangladesh
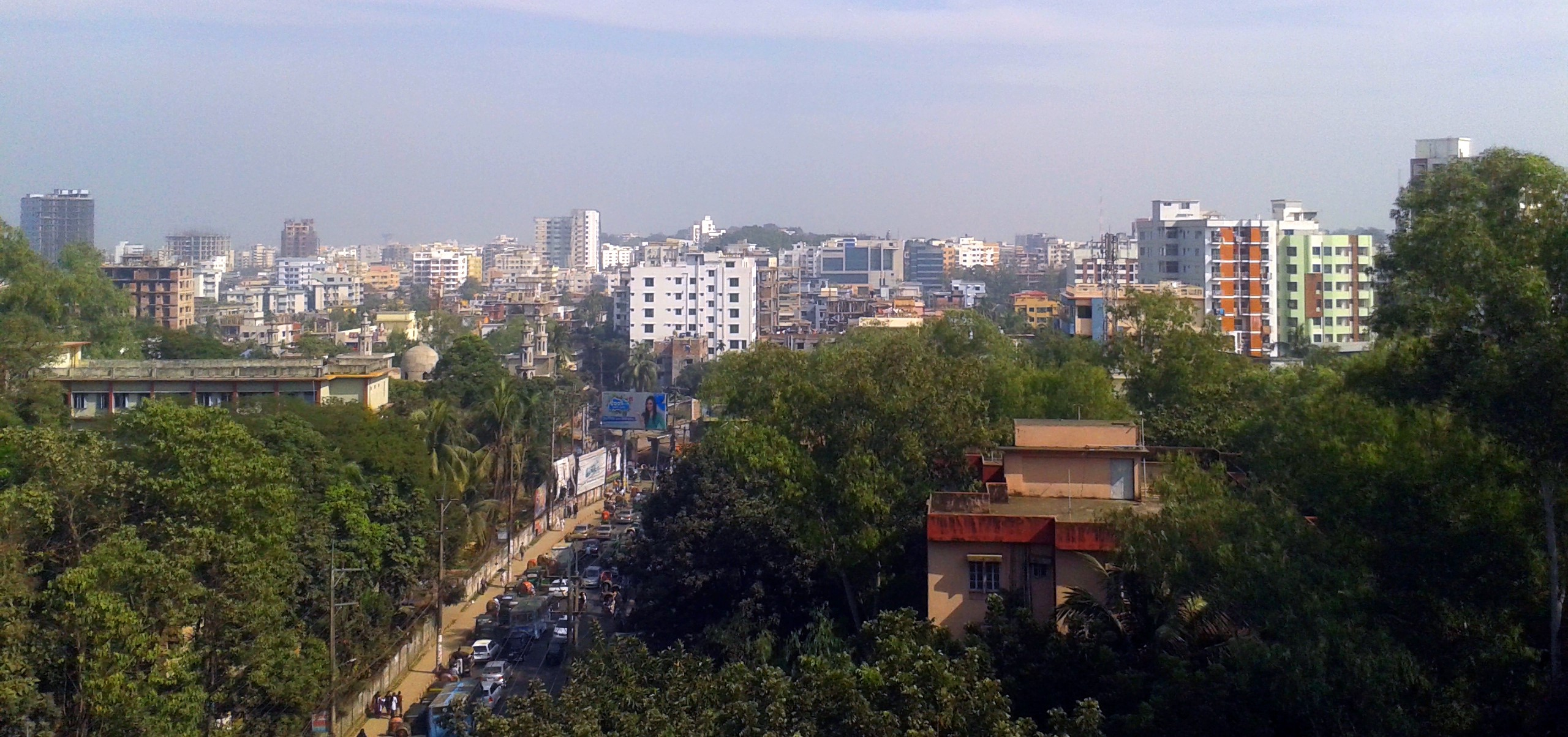
Chittagong
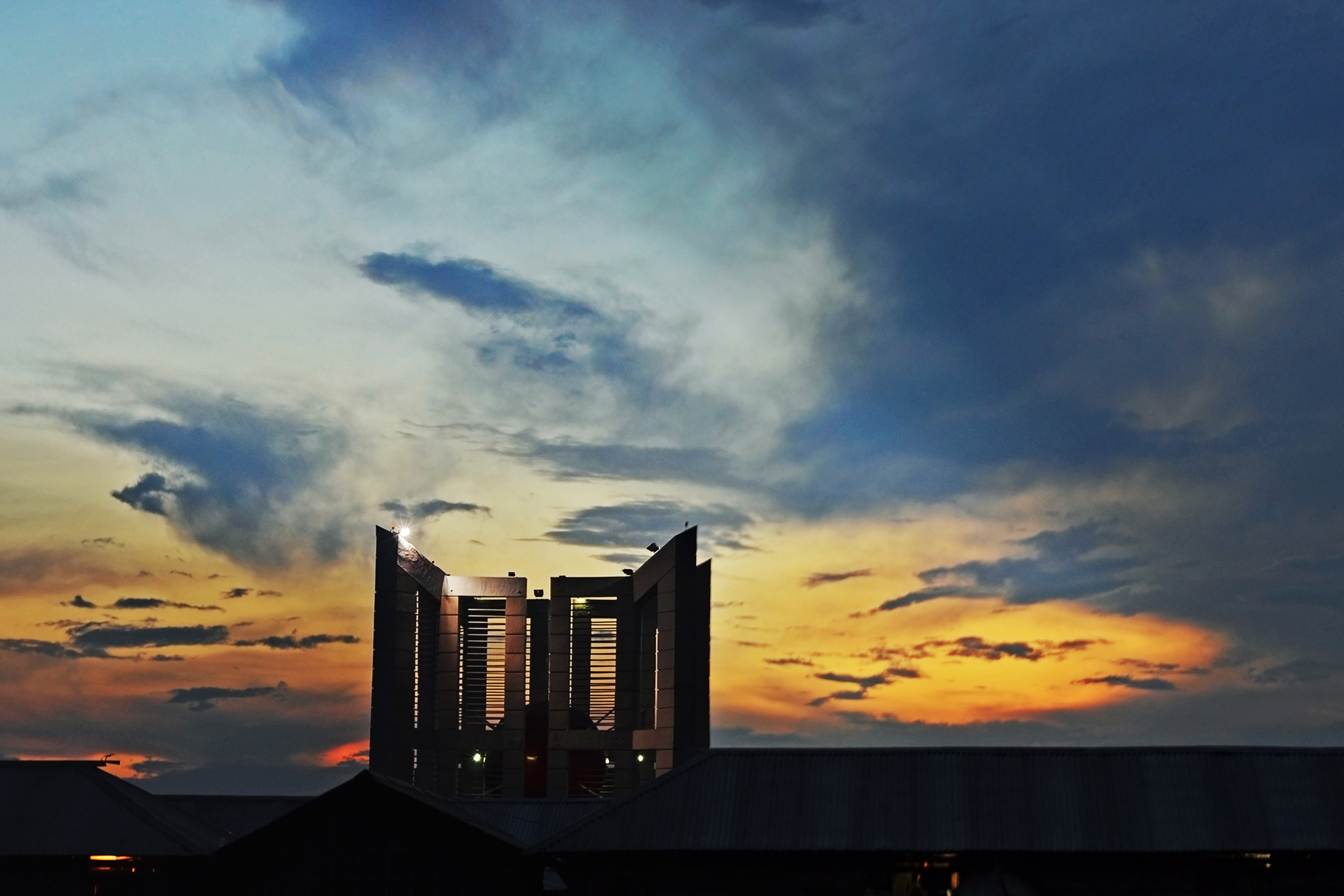
Khulna
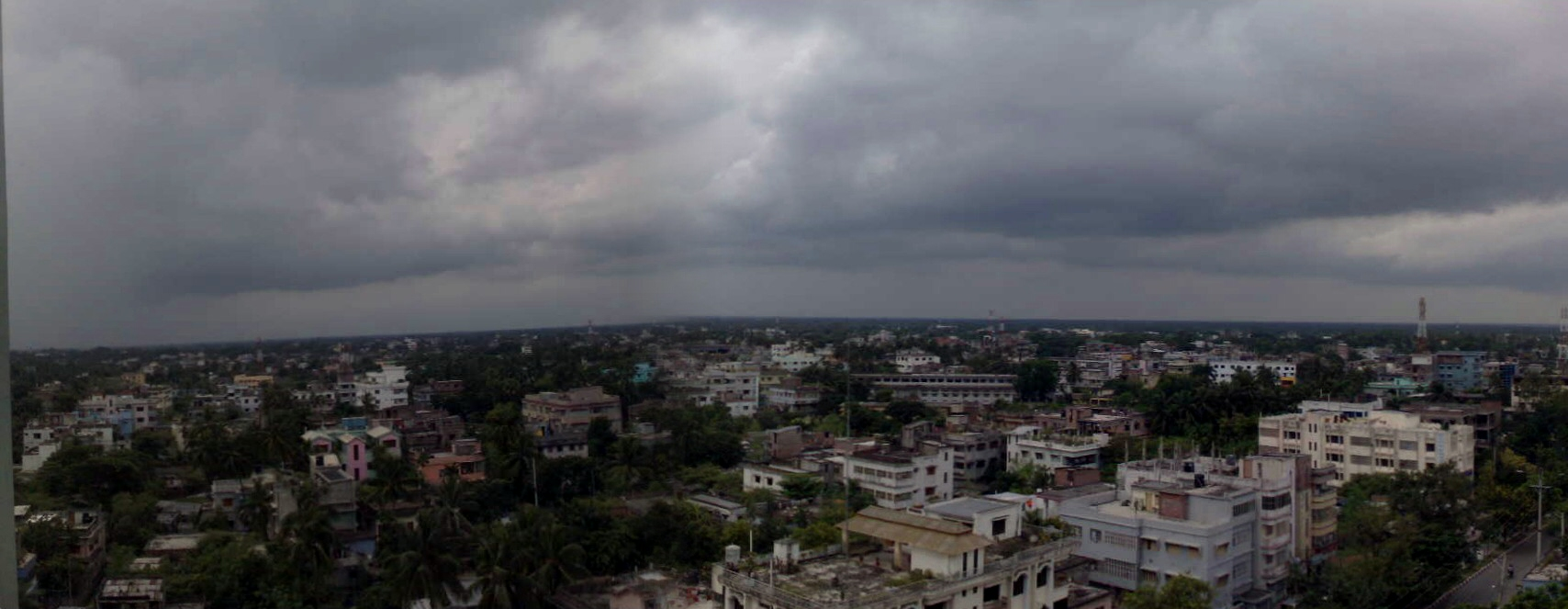
Rajshahi
Barisal
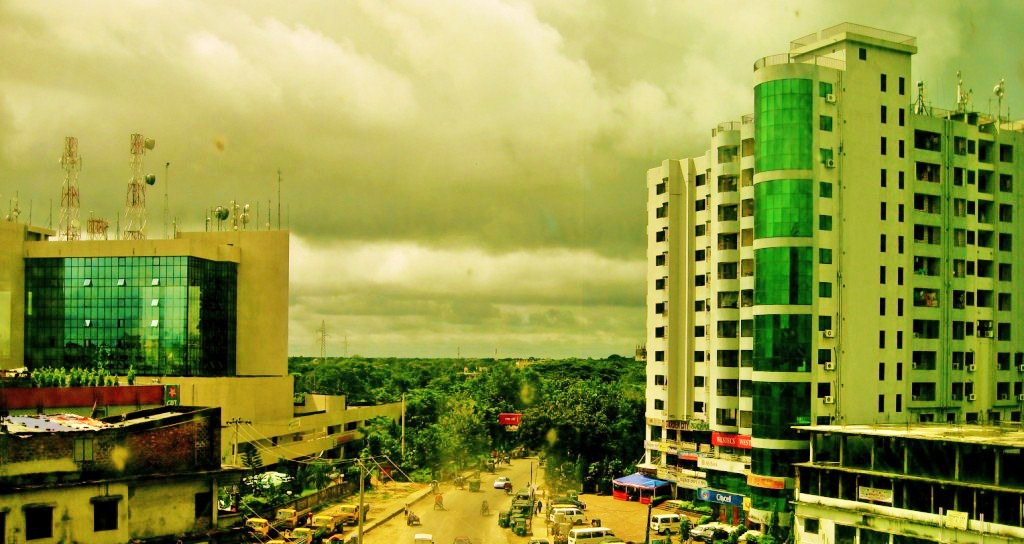
Sylhet
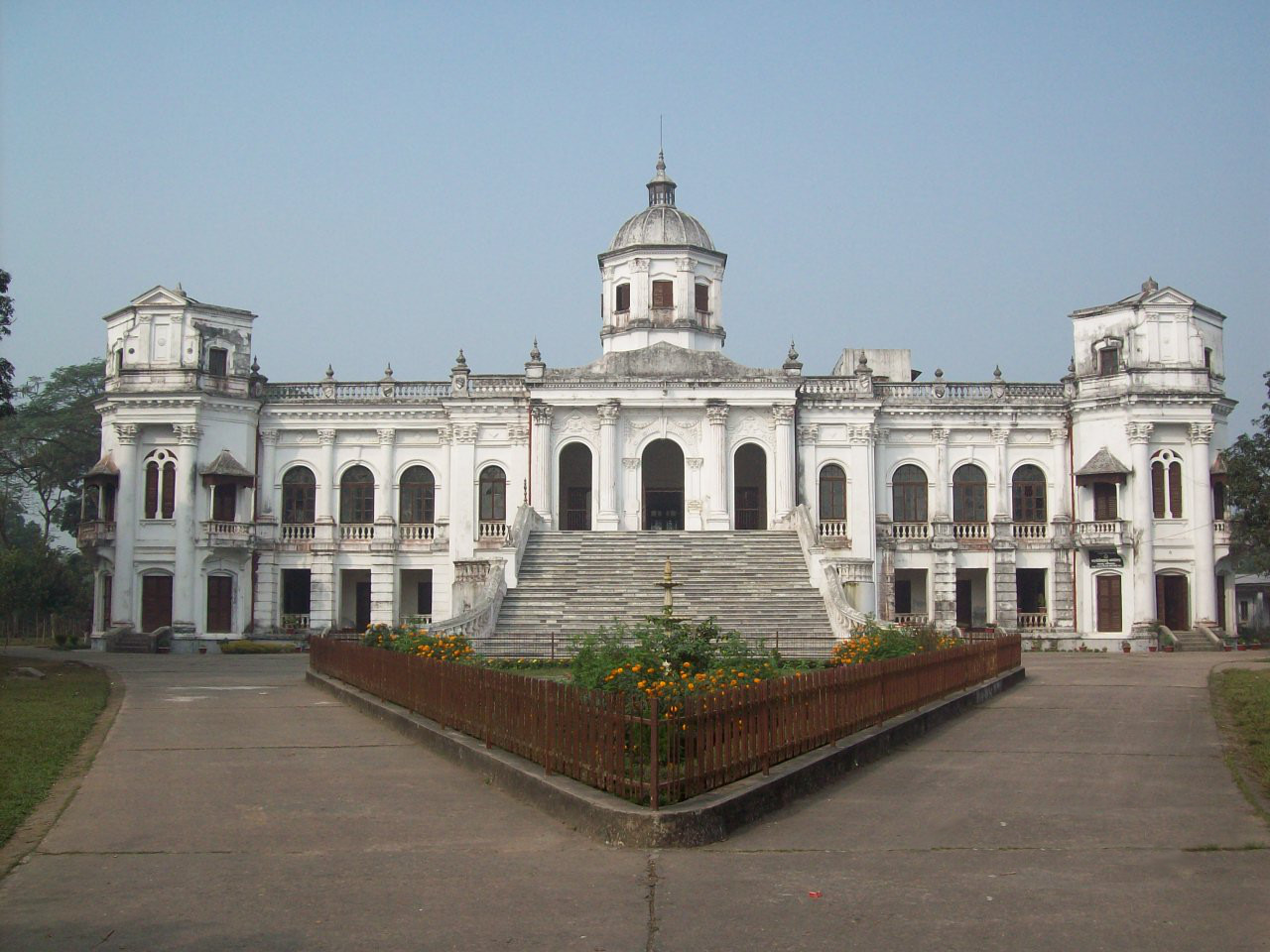
Rangpur
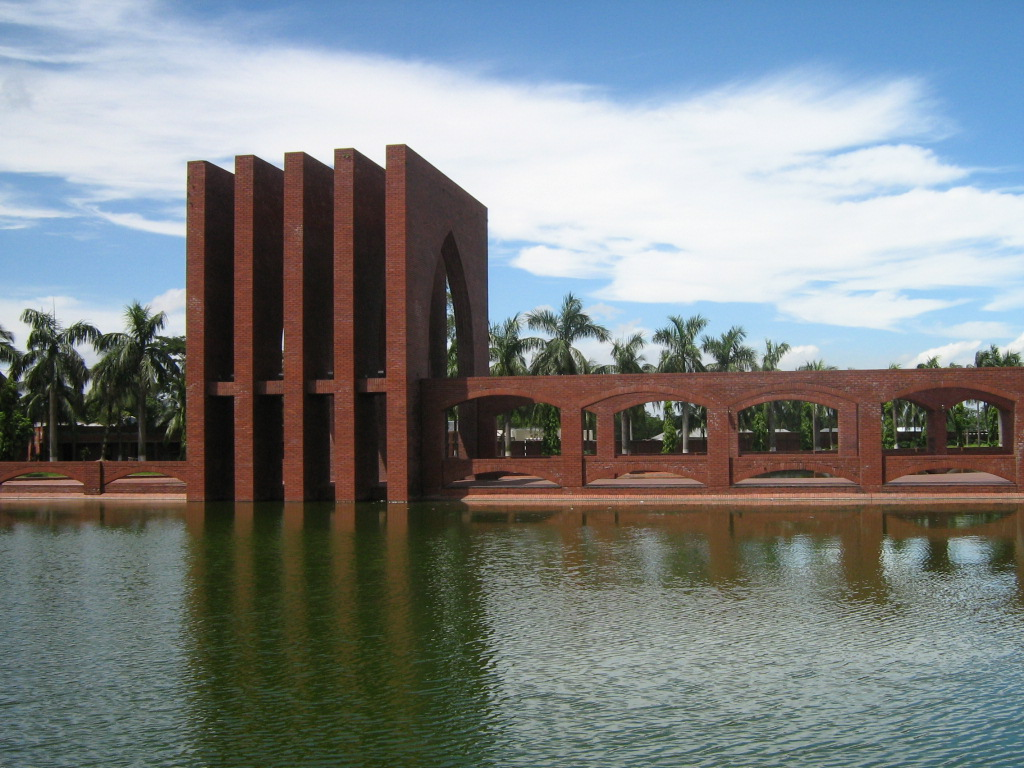
Gazipur
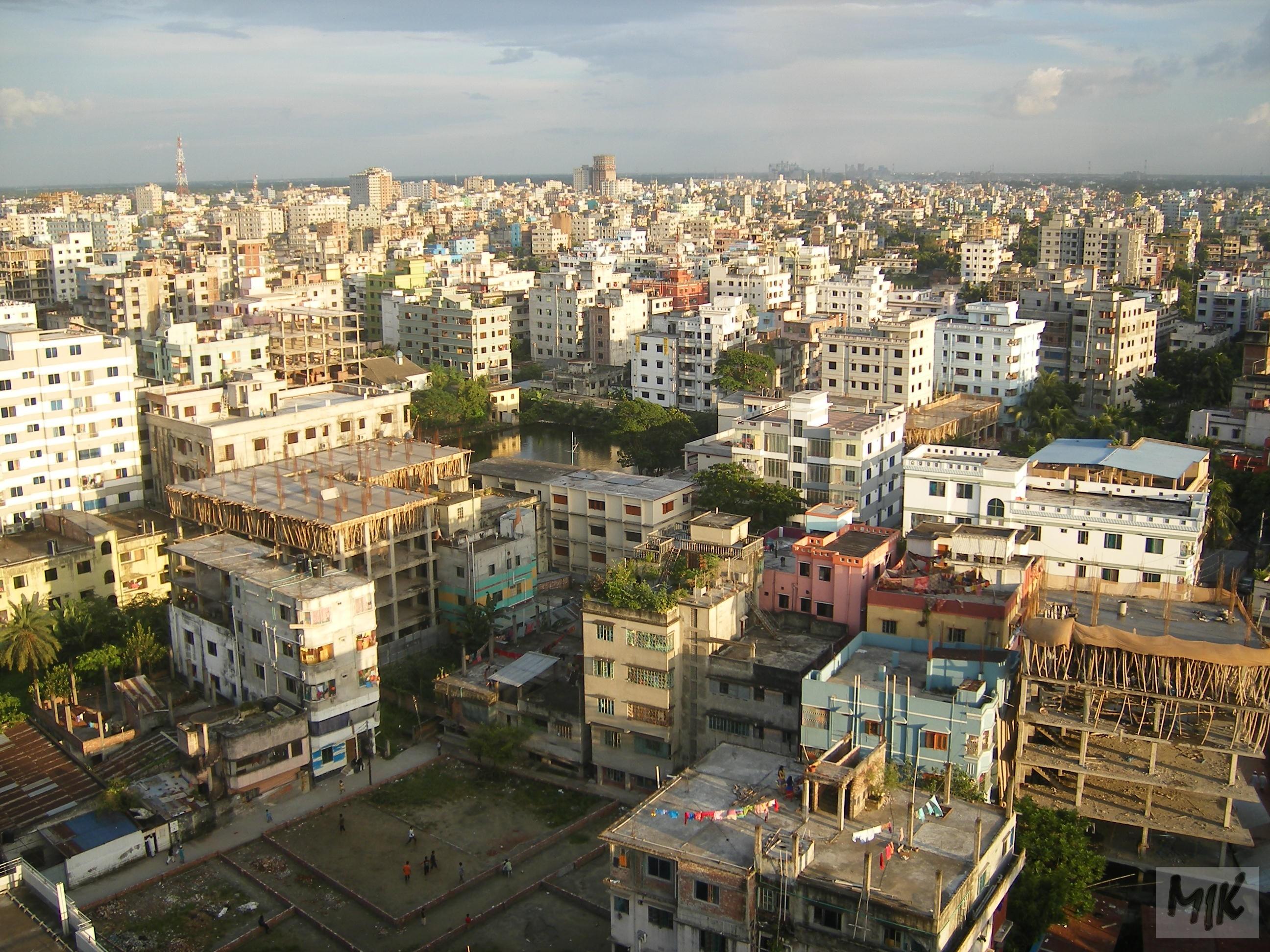
Narayanganj

- Dacca
- Chittagong
- Khulna
- Rajshahi
- Barisal
- Sylhet
- Rangpur
- Comilla
- Gazipur
- Narayanganj

### Città governate da corporazioni municipali

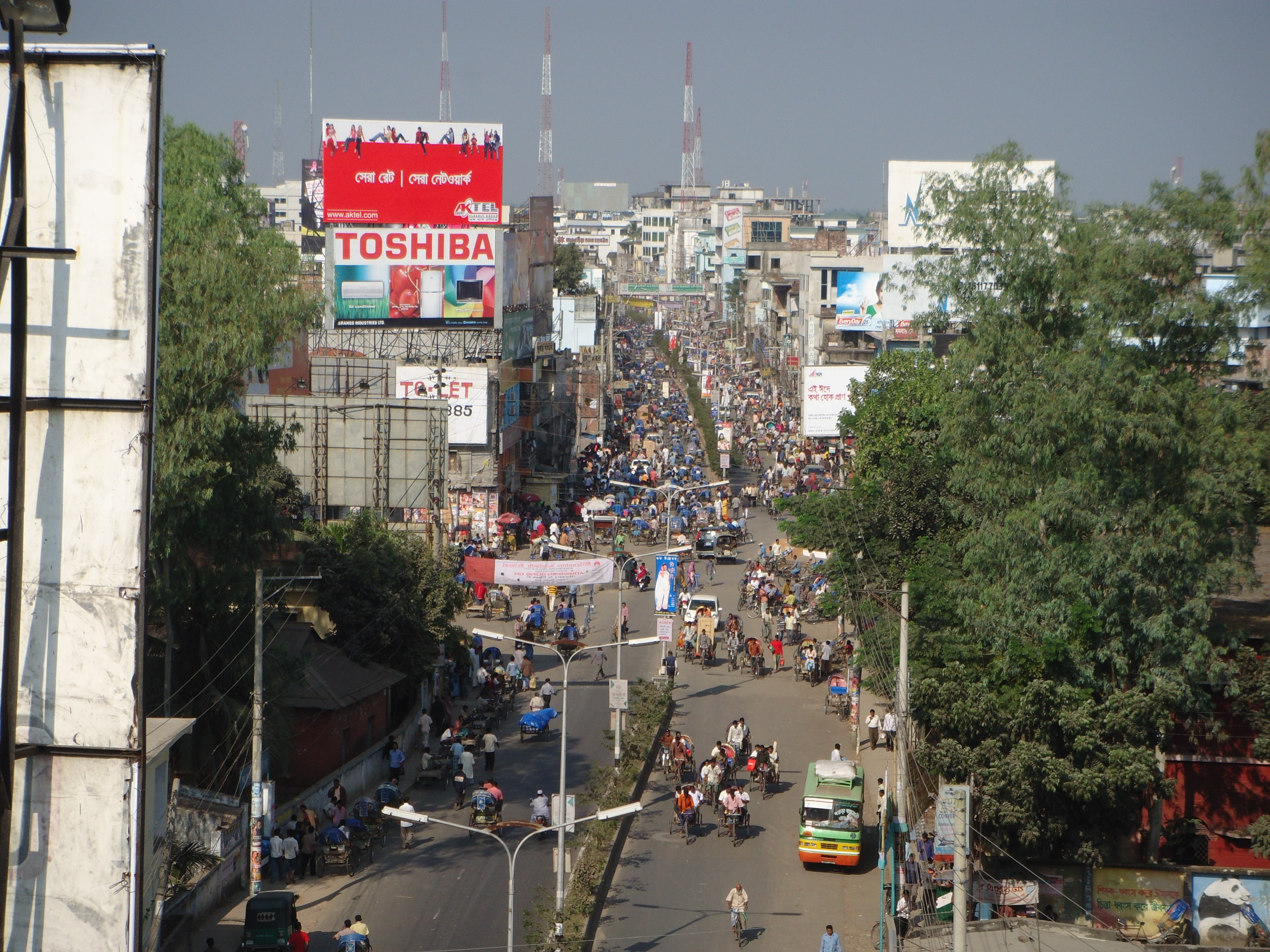
Bogra City

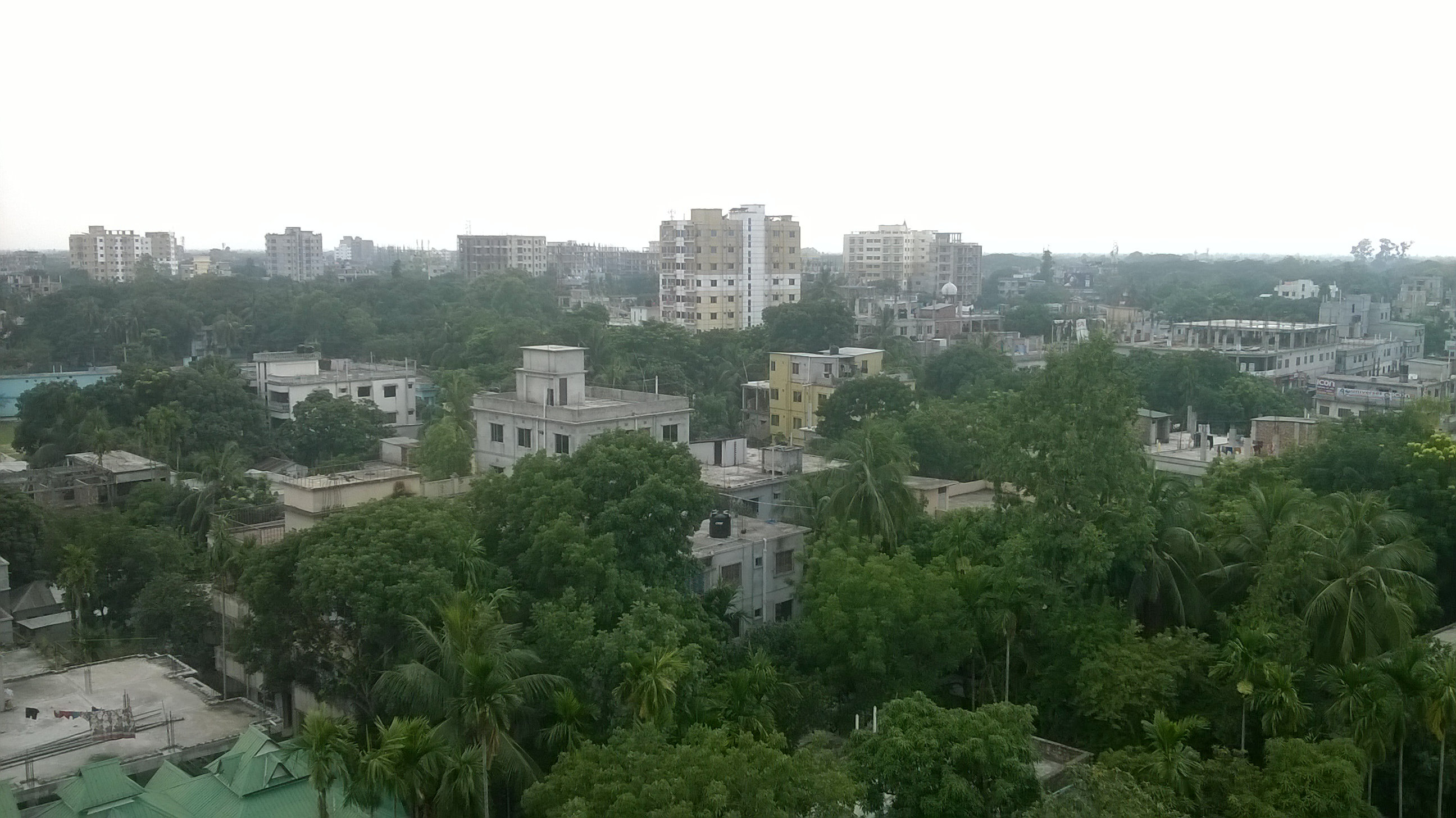
Tangail City

| Rank | Città        | Area (km2) | Popolazione (2011) | Distretto        | Divisione               |
| ---- | ------------ | ---------- | ------------------ | ---------------- | ----------------------- |
| 1.   | Bogra        | 68,63      | 400.983            | Bogra            | Divisione di Rajshahi   |
| 2.   | Mymensingh   | 70,98      | 389.918            | Mymensingh       | Divisione di Mymensingh |
| 3.   | Jessore      | 28,56      | 237.478            | Jessore          | Divisione di Khulna     |
| 4.   | Cox's Bazar  | 24,45      | 223.522            | Cox's Bazar      | Divisione di Chittagong |
| 5.   | Brahmanbaria | 22,49      | 193.814            | Brahmanbaria     | Divisione di Chittagong |
| 6.   | Dinajpur     | 22,00      | 191.329            | Dinajpur         | Divisione di Rangpur    |
| 7.   | Nawabganj    | 32,09      | 180.731            | Chapai Nawabganj | Divisione di Rajshahi   |
| 8.   | Tangail      | 33,80      | 167.412            | Tangail          | Divisione di Dacca      |
| 9.   | Sirajganj    | 31,27      | 167.200            | Sirajganj        | Divisione di Rajshahi   |
| 10.  | Feni         | 22,00      | 156.971            | Feni             | Divisione di Chittagong |
| 11.  | Jamalpur     | 55,25      | 150.172            | Jamalpur         | Divisione di Mymensingh |
| 12.  | Pabna        | 27,27      | 144.442            | Pabna            | Divisione di Rajshahi   |
| 13.  | Noakhali     | 23,79      | 130.842            | Noakhali         | Divisione di Chittagong |
| 14.  | Faridpur     | 19,78      | 122.425            | Faridpur         | Divisione di Dacca      |
| 15.  | Kushtia      | 14,49      | 108.423            | Kushtia          | Divisione di Khulna     |